# 佐藤温子
佐藤 温子（さとう あつこ、1981年〈昭和56年〉6月9日 - ）は、元テレビ新潟アナウンサー。埼玉県富士見市出身。
大学卒業後の2004年テレビ新潟に入社。在籍中は夕方の情報番組で、自らお酒を造る「温子の酒蔵日記」というコーナーや、ラーメン、お菓子を食べるコーナーを担当するなどグルメコーナーを担当することが多かった。
2006年2月いっぱいでテレビ新潟を退職。同年9月から2009年9月まで「日経ブロードバンドニュース」で夕方と夜のキャスターを務める。気象予報士。

## 出演番組
- 夕方ワイド新潟一番
- 日経ブロードバンドニュース
月〜金曜日、夕方5時30分と夜9時30のニュースとニュース解説を担当
- 午後の天気ゴコロ（e-天気.net）
ニコニコ動画・Yahoo!動画・スカパー!などで配信
- ラジオ日本「ヨコハマろはす」リポーター

## 現在の出演番組
- ビジネス・ブレークスルー（スカパー）